# 필라델피아 특명
《필라델피아 특명》(영어: The Philadelphia Experiment)은 미국에서 제작된 스튜어트 래필 감독의 1984년 SF, 모험, 드라마 영화이다. 마이클 파레와 낸시 알렌 등이 주연으로 출연하였고 더글라스 커티스 등이 제작에 참여하였다. 필라델피아 실험의 도시 전설에 기반을 둔다.

## 출연

### 주연
- 마이클 파레 - 데이빗
- 낸시 알렌 - 엘리슨

### 조연
- 에릭 크리스마스 - 롱스트릿
- 바비 디 시코 - 짐
- 루이스 라덤 - 파멜라
- 켄 홀리데이 - 클락

## 기타
- 협력프로듀서: 페기 브롯맨
- 배역: 린다 프란시스

## 한국판 성우진(SBS)
- 이정구 - 데이빗(마이클 파레)
- 손정아 - 앨리슨(낸시 알렌)
- 설영범 - 롱스트릿(에릭 크리스마스/마일스 맥나마라)
- 김환진 - 짐(바비 디 시코/랠프 맨자)
- 이봉준 - 바니(스티븐 토볼로스키)
- 이근욱 - 베이츠(조 도시) / 함장(찰스 홀)
- 한상혁 - 함장의 친구(조 무어)
- 유제상 - 클락(켄 홀리데이) / 해군(안소니 R. 누초)
- 강구한 - 보이어(제임스 에드크콤)
- 김영민 - 멘델(리처드 슈랜드)
- 정옥주 - 파멜라(루이스 라덤/데브라 트로이어)
- 성유진 - 도리스(파멜라 브럴)
- 이병식 - 앤드류스(게리 브록켓) / 의사(마이클 커리)